# Ensigné
Ensigné ist eine französische Gemeinde mit 288 Einwohnern (Stand: 1. Januar 2022) im Département Deux-Sèvres in der Region Nouvelle-Aquitaine (vor 2016 Poitou-Charentes). Sie gehört zum Arrondissement Niort und zum Kanton Mignon-et-Boutonne. 

## Geographie
Ensigné liegt etwa 32 Kilometer südsüdöstlich von Niort. Umgeben wird Ensigné von den Nachbargemeinden Villefollet im Norden, Juillé im Norden und Nordosten, Asnières-en-Poitou im Nordosten und Osten, Saint-Mandé-sur-Brédoire im Süden und Südwesten, La Villedieu im Südwesten und Westen sowie Villiers-sur-Chizé im Westen und Nordwesten.

## Bevölkerungsentwicklung
| Jahr                       | 1962 | 1968 | 1975 | 1982 | 1990 | 1999 | 2006 | 2019 |
| Einwohner                  | 412  | 379  | 311  | 296  | 282  | 270  | 271  | 289  |
| Quellen: Cassini und INSEE |      |      |      |      |      |      |      |      |

## Sehenswürdigkeiten
- Kirche Sainte-Radegonde
- Alte Kommende des Tempelritterordens

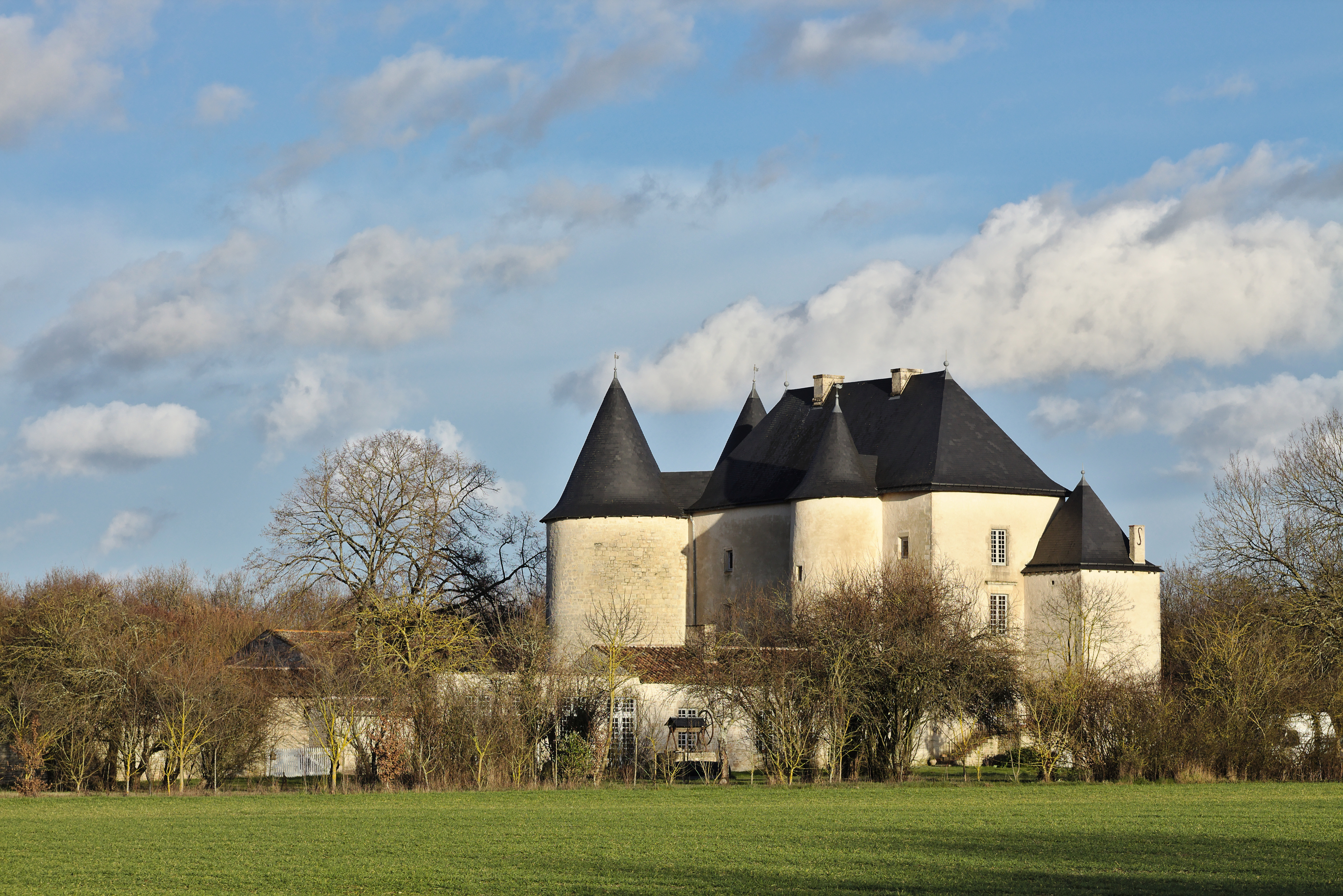
Alte Kommende